# حقل العمر النفطي
حقل العمر النفطي أكبر  حقول النفط في سورية مساحة وإنتاجا. يقع على الضفة الشرقية لنهر الفرات شرق مدينة الشحيل على بعد حوالي 10 كم شرق مدينة  الميادين في محافظة دير الزور. شكل الحقل هدفا لكل الجماعات  المتصارعة في الحرب الأهلية السورية فسيطر عليه الجيش الحر في شهر تشرين الثاني 2013، ثم سيطر تنظيم داعش على  الحقل عام 2014، وفي نهاية تشرين الأول 2017، تمكنت قوات سوريا الديمقراطية (قسد) بدعم من التحالف الدولي من السيطرة على الحقل بعد معارك ضد التنظيم.

## تاريخ
تم اكتشاف النفطي في منطقة حقل العمر في عام 1987، وكان يُدار بواسطة شركة الفرات للنفط (AFPC)، وهي شركة تابعة للشركة السورية للنفط. في البداية، وصل الإنتاج إلى ذروته عند حوالي 80,000 برميل يوميًا. ومع ذلك، وبسبب نقص دعم الضغط والإنتاج المفرط في أوائل التسعينات، تعرض الحقل للتلف مما أدى إلى انخفاض حاد في الإنتاج ليصل إلى 16,000 برميل يوميًا بحلول عام 1991. تم تطبيق تقنيات حقن المياه بدءًا من عام 1991، مما ساعد في استقرار الإنتاج عند مستوى ثابت يتراوح بين 60,000 و 70,000 برميل يوميًا بين عامي 1994 و 1997. بحلول عام 2008، تراجع الإنتاج مرة أخرى ليصل إلى حوالي 20,000 برميل يوميًا. في تلك الفترة، تم تقدير إجمالي الموارد القابلة للاستخراج (STOIIP) بحوالي 760 مليون برميل.